# Графство Штольберг
Графство Штольберг (нем. Grafschaft Stolberg) — государство в составе Священной Римской империи, существовавшее с 1210 по 1548 год. Располагалось расположен в горном массиве Гарц на территории современной Саксонии-Анхальт. Им управляла ветвь дома Штольбергов.

## История
Город Штольберг, вероятно, был основан в XII веке как шахтерское поселение. Графы Штольберги, вероятно, произошли от ветви графов замка Хонштайн недалеко от Нордхаузена в Тюрингии. Замок Штольберг впервые упоминается в 1210 году как Штальберг, затем становится резиденцией графа Генриха родом из соседнего Фогтштедта. Он оставался собственностью семьи до его экспроприации в 1945 году.
Земли Штольбергов, которые располагались в основном к востоку от Гарца, включали Штольберг, Хайн, нижнее графство Хоэнштайн (1417), а также Кельбру и Херинген (1413/17); две последние территории управлялись вместе с домом Шварцбургов.
Графы Штольберги смогли значительно расширить свою территорию, когда они унаследовали графство Вернигероде в 1429 году, графство Кёнигштайн в 1535 году и графство Рошфор в 1544 году. Протестантская Реформация была введена на их территории в 1539 году. 19 марта 1548 года линия была разделена между линией Гарца (Штольберг-Штольберг) и рейнской линией с владениями в Рошфоре (Штольберг-Рошфор) и Кенигштайн-им-Таунус (Штольберг-Кёнигштайн).

### Договор с ландграфством Тюрингия
В марте 1392 года в Зангерхаузене произошла встреча между ландграфом Тюрингии Балтазаром и графом Генрихом цу Штольбергом. В 1391 году Балтазар построил в шахтерском городе Зангерхаузен монетный двор, для обеспечения бесперебойной работы которого требовалось сырьё, что привело графство Штольберг в сферу интересов ландграфмтва.
Результатом встречи стали два соглашения, которые поставили графство в долгосрочные отношения. 5 марта 1392 г. граф Генрих цу Штольберг обязался передать свои замки Эберсберг, Росла и Оберреблинген ландграфу по суду в течение восьми дней, который передавал их ему и его наследникам в лен, 300 грошей (нем. Groschen) Фрайбергского монетного двора и все имущество и права в деревнях Ринглебен и Ритнордхаузен. Кроме того, Генрих отдал половину десятины со всех золотых и серебряных рудников в графстве Штольберг и в других владениях дома Штольбергов. Добытое золото и серебро должны были обрабатываться только на ландграфском монетном дворе в Зангерхаузене или в любом другом месте по его желанию, во владениях графов Штольбергов ландграф мог назначать своих должностных лиц по добыче золота и серебра, которые действовали бы в соответствии с горным правом Фрайберга (нем. Freiberg Bergrecht). Ограничения на добычу золотой и серебряной руды, по-видимому, были бременем для графов Штольберга, которые на протяжении XV в. пытались несколько раз безуспешно восстать против этой зависимости. Неизвестно, что именно побудило Генриха фон Штольберга столь сильно ограничить свои права, предполагается, что за этим стояло желание обеспечить безопасность графства.

### В XV в
Граф Ботто из Штольберга служил управляющим у курфюрста Фридриха II Саксонского в 1430-х годах, прежде чем уступить эту должность графу Эрнсту фон Гляйхену и удалиться в собственное поместье в Штольберге.
Младший брат курфюрста Вильгельм III настаивал на доле в управлении саксонскими землями. Он считал Тюрингию своим доменом и поэтому в 1443 году сделал Веймар своей постоянной резиденцией двора, пытаясь получить влияние в Тюрингии и получить её при потенциальном разделеа. Хотя он заключил трехлетнее соглашение с Фридрихом 11 июля 1444 года, Вильгельм настоял на разделе имущества в 1445 г., что привело к Альтенбургскому разделу.
Ещё в 1444 году в Вайсензе состоялась встреча, на которой несколько тюрингских графов и лордов, а также представители городов обсуждали ситуацию в регионе. Соглашение от 14 сентября 1445 года между графами Бото фон Штольберг, Эрнстом фон Гляйхеном, Гюнтером фон Байхлингеном, Генрихом фон Шварцбургом и Гюнтером фон Мансфельдом и герцогом Вильгельмом они обязались помочь ему. Документ, ставший прологом к Саксонской братской войне, истолковывался Саксонией почти 300 лет спустя как декларация подчинения Штольбергов.
В указе Галле от 11 декабря 1445 года саксонские сословия добились изменения в разделе страны. В реестре раздела графство Штольберг названо среди территорий, пожалованных герцогу Вильгельму III. Этот факт неоднократно цитировался саксонскими курфюрстами с XVI века для доказательства подчинения графов Штольберг ландграфам Тюрингии.

### XVI век
После начала крестьянской войны в Тюрингии в апреле 1525 г. несколько восставших крестьян вошли в город Штольберг и вместе с членами совета и многочисленными недовольными горожанами двинулись к замку графа. Там графу Бото из Штольберга были предъявлены их требования в статьях об устранении несправедливостей. Граф Бото согласился удовлетворить их требования, после чего тайно бежал в замок Вернигероде в принадлежавшем ему одноимённом графстве, куда прибыл 1 мая. Последующие события описываются в литературе по-разному. В то время как Эдуард Якобс предполагал, что Бото оставался в Вернигероде в течение более длительного периода времени, по версии Карла Мейера и Дориса Дердея он вскоре вернулся в Штольберг, потому что повстанцы численностью в 1,5 тыс. человек пригрозили штурмом взять его замок и убить бывших там его жену Анну и детей.
Узнавший о крестьянских волнениях в Тюрингии герцог Саксонии Георг Бородатый призвал тюрингских князей и графов оказать вооруженную борьбу. 11 мая Бото поручил своему старшему сыну Вольфгангу, находившемуся в Штольберге, быть готовым с 20 кавалеристами и 50 пехотинцами поддержать войска Георга. Однако Вольфганг подвергся давлению со стороны граждан Штольберга и эмиссаров крестьянской армии, и без совета с отцом ради спасения деревень от разграбления прибыл в лагерь восставших во Франкенхаузен и не присоединился к княжеской армии. Там он вместе с отцом поклялся признать договорные статьи. Однако, когда он попытался вернуться, крестьяне взяли его со спутниками в заложники. Матерн фон Гехофен и два других разведчика графа Эрнста фон Мансфельда даже убили их и потребовали, чтобы граф Бото доставил артиллерию и порох. Чтобы спасти своего сына, Бото приказал доставить во Франкенхаузен каменную пушку (нем. Steinbüchse) и около 20 фунтов пороха, но его сын не был освобожден. Когда крестьянская армия была разбита в битве при Франкенхаузене 15 мая, Вольфганг и его спутники были пленены вместе с крестьянами.
Дрезденское соглашение от 12 мая 1568 года. устанавливало среди прочего, что половина земельных и алкогольных налогов, а также десятин с золота и серебра в амтах курфюршества Саксонии в графстве Штольберг переходила курфюрсту. Графы Альбрехт Георг и Вольф Эрнст Штольберг подписали инициированную курфюрстом Августом Формулу согласия 1577 г. и Книгу согласия 1580 г.

### XVIII и XIX вв.
Из-за отсутствия первородства внутрисемейные споры привели к заключению 19 июля 1706 г. раздела земель между линиями Штольберг-Штольберг и Штольберг-Россла. За этим последовало заявление о перерыве 18 октября 1707 года из-за спорных участков земли, которые оставались неясными 19 июля 1706 года. После дальнейших внутренних споров, особенно по Амт-Хонштайну, это разделение было снова изменено в 1719 году. Таким образом, возникли два разных домена графов Штольберг-Штольберг и Штольберг-Россла, которые, несмотря на возражения саксонского сюзерена, также назывались графствами Штольберг-Штольберг и Штольберг-Россла.
29 июля 1730 года около 170 драгун курфюрста Августа Сильного вошли в Штольберг, взорвали ворота замка и заняли замок и город. Директор канцелярии графа был арестован и доставлен в Дрезден в качестве заложника. Войска ушли после согласия графа Кристоф Фридрих фон Штольберг-Штольберг подписать декларацию о подчинении, что случилось 11 августа 1730 г. В этом документе он признал суверенитет курфюршества Саксонии и связанные с ним полномочия, включая феодальные владения курфюршества Майнца, то есть округ и город Штольберг. Иск графа Штольберга против курфюршества Саксонии стал недействительным с подписанием графом Штольбергом декларации о подчинении. Граф Йост Кристиан фон Штольберг-Россла был вынужден подписать декларацию о подчинении суверенитету курфюрстов Саксонии 12 декабря 1731 г., чтобы получить совместное владение с амтом Шварцбург по договору наследования 1433 г.
После долгих обсуждений граф Кристоф Фридрих фон Штольберг-Штольберг ввел первородство для своей линии 13 мая 1737 г., считая дальнейшие разделы имущества поводом к ослаблению дома. Братья и сестры правящего графа получали ежегодный апанаж в размере 2300 рейхсталеров из доходов его поместий. Чтобы получить полное юридическое признание нового порядка наследования, требовалось согласие суверенов. Однако Кристоф Фридрих обратился ни к курфюрстам Саксонии и Майнца, а к своему сюзерену по графству Хонштайн курфюрсту Ганновера и королю Великобритании Георгу II, которое он предоставил 27 октября и 7 ноября 1738 г.
Граф Кристиан Эрнст фон Штольберг-Вернигероде последовал примеру родственника, и выпустив указ о первородстве 21 мая 1738 г. 19 сентября граф Йост Кристиан фон Штольберг-Росла установил порядок первородства для линии Штольберг-Росла в своем завещании. Согласие курфюрста Саксонии было получено только спустя более 12 лет, после того как взаимные отношения несколько стабилизировались.
После многих лет дистанцирования Штольбергов от дрезденского двора, граф Вильгельм фон Штольберг-Россла стал камергером в Дрездене в 1769 г., а в следующем году — советником саксонского суда и юстиции. Он пребывал при саксонском дворе до 1778 г. После смерти своего отца Фридриха Бото в 1768 г., его старший брат Фридрих взял на себя управление поместьями обремененного большими долгами графства. Вильгельм опасался секвестра графства и в 1775 г. представил своему брату меморандум, в котором излагались пути и средства преодоления финансового кризиса, но его планы не получили поддержку. 
В 1777 г. графство Штольберг-Штольберг обанкротилось. Чтобы предотвратить секвестр графства Штольберг-Россла, граф Вильгельм с согласия основных кредиторов добился назначения его курфюрстом Саксонским в 1778 году на должность администратора по вопросам секвестра. Однако Вильгельм не смог предотвратить секвестр. Только в 1821 году секвестр графств Штольберг-Россла в южном Гарце был снят указом Прусского высшего земельного суда в Наумбурге.
Как графы, Штольберги утратили имперскую непосредственность после роспуска Священной Римской империи в 1806 году. После Венского конгресса графство Штольберг, которое разделилось на два составных графства Штольберг-Штольберг и Штольберг-Россла в 1706 г., в ходе раздела королевства Саксония стало частью Королевства Пруссии и было включено в округ Зангерхаузен прусской провинции Саксония.